# Capricorn (A Brand New Name)
"Capricorn (A Brand New Name)" é uma canção de metal alternativo e metal progressivo da banda 30 Seconds to Mars. A canção foi lançada por Immortal e Virgin Records no dia 23 de julho de 2002, como o primeiro single do primeiro álbum da banda, 30 Seconds to Mars. A canção foi escrita por Jared Leto e foi produzida por Bob Ezrin, Brian Virtue e 30 Seconds to Mars.
O vídeo da música acontece no deserto da Califórnia. Foi exibido em 6 de agosto de 2002, e reproduzido em airplay na MTV, MTV2, Brand New e MuchMusic USA.

## Faixas
CD single (Reino Unido)
1. "Capricorn (A Brand New Name)" (Album version) – 3:53
2. "Phase 1: Fortification" – 4:58

CD single (Estados Unidos)
1. "Capricorn (A Brand New Name)" (Radio edit) – 3:37
2. "Capricorn (A Brand New Name)" (Album version) – 3:53

Enhanced CD
1. "Capricorn (A Brand New Name)" (Radio edit) – 3:37
2. "Capricorn (A Brand New Name)" (Album version) – 3:53
3. "Phase 1: Fortification" – 4:58
4. "Capricorn (A Brand New Name)" (The video) – 4:05

## Posições
| Tabelas musicais (2002)          | Melhor posição |
| -------------------------------- | -------------- |
| Billboard Heatseekers Songs      | 1              |
| Billboard Mainstream Rock Tracks | 31             |
| Rock Songs                       | 12             |
| Tabelas musicais (2008)          | Melhor posição |
| Swiss Airplay Chart              | 41             |